# 孔家庄镇
孔家庄镇，是中华人民共和国河北省张家口万全区下辖的一个乡镇级行政单位。

## 行政区划
孔家庄镇下辖以下地区：
商业街社区、新华街社区、工业街社区、民主街社区、西环路街社区、气象后街社区、孔家庄村、新窑子村、旧窑子村、上保寺村、东红庙村、西红庙村、暖店堡村、李青庄村、吴家窑村、深井堡村、小屯堡村、张杰庄村、朱尾庄村、逯家湾村、马连堡村、义兴堡村、李家房村、马家房村、上营房村、上营屯村、太师庄村和兴民村。

## 交通
- 京包铁路：孔家庄站
- 110国道
- 京张高速公路